# Club sportif Noisy-le-Grand
El Club sportif Noisy-le-Grand o de forma abreviada CS Noisy-le-Grand es un equipo francés de hockey sobre patines con sede en localidad de Noisy-le-Grand. 

## Historia
El club fue fundado en 1981. Actualmente disputa la Nationale 1 Elite en categoría masculina y la Nationale 1 Féminine en categoría femenina. Desde 1989 posee una sección de patinaje artístico.
Cabe destacar el subcampeonato de la Copa de Europa del equipo femenino de la temporada 2013-14, en la que cayó derrotado ante el Club Patín Alcorcón en la final disputada en la ciudad francesa de Coutras.

## Palmarés equipo masculino
- 4 Campeonatos de Francia (Categoría Nationale 2): 2000, 2004, 2012 y 2016

## Palmarés equipo femenino
- 6 Campeonatos de Francia: 2003, 2005, 2006, 2007, 2008 y 2010